# Фарманян, Самвел Жораевич
Самве́л Гео́ргиевич Фарманя́н (арм. Սամվել Ժորայի Ֆարմանյան, 17 февраля 1978, село Спандарян ныне Ширакская область) — пресс-секретарь президента Армении с 21 мая 2008 года.
- 1985—1995 — с золотой медалью окончил класс с гуманитарным уклоном Академической гимназии Гюмри.
- 1995—1999 — исторический факультет Ереванского государственного университета.
- 1999—2001 — магистратура исторического факультета Ереванского государственного университета.
- 1998—2001 — занимал должность председателя Студенческого совета исторического факультета Ереванского государственного университета и председателя Студенческого научного сообщества.
- 2001—2003 — обучался в Швеции в центре исследований Восточной и Юго-восточной Азии Лундского университета, где с отличием защитил магистерскую диссертацию.
- 2001—2004 — аспирантура кафедры этнографии Ереванского государственного университета.
- 2003—2005 — работал в филиале фонда содействия института открытого общества в Армении, в качестве ответственного за программы «Гражданское общество» и «Средства массовой информации».
- 2005—2006 — советник спикера парламента Армении по вопросам внешней политики.
- 2006—2007 — был избран председателем Ассоциации армянских выпускников научно-образовательных учреждений Швеции.
- 2007—2008 — был избран генеральным секретарём партии «Объединенная либеральная национальная партия Армении».
- С мая 2008 — пресс-секретарь президента Армении.

## Награды
- Медаль Признательности[арм.] (29 декабря 2017 года) — за активное участие в общественно-политической жизни и законотворческих процессах Армении[1].